# Monodidymaria scirpina
Monodidymaria scirpina är en svampart som först beskrevs av Pier Andrea Saccardo, och fick sitt nu gällande namn av U. Braun 1994. Monodidymaria scirpina ingår i släktet Monodidymaria, divisionen sporsäcksvampar och riket svampar.   Inga underarter finns listade i Catalogue of Life.